# جيني تشان
جيني تشان هي عارضة وممثلة كندية، ولدت في 22 أكتوبر 1989 بتورونتو في كندا.

## وصلات خارجية
- جيني تشان على موقع IMDb (الإنجليزية)
- جيني تشان على موقع قاعدة بيانات الفيلم (الإنجليزية)